# Снов'янка
Снов'я́нка (до 1960 року — Борки) — село в Україні, у Киселівській сільській громаді Чернігівського району Чернігівської області. Населення становить 626 осіб. До 2019 року орган місцевого самоврядування — Боромиківська сільська рада.
Засноване 1815 року. Село розташоване біля річки Снов, звідки і бере свою назву. Біля села є турбаза «Електронік» і елітний еко-готель «ШишкіNN».

## Історія
Поблизу Снов'янки виявлено поселення доби неоліту, бронзи, два скіфського періоду, давньо руське поселення та курганний могильник.
За місцевим переказом в річці Снов потонула дочка купця Янка. Тому село називається Снов-Янка. Борки — назва від сусіднього бору. Борки відомі з 1641р. На початку 18 ст. — 14 дворів. Маєтність Посудевського. У 1782 р. — 25 хат, винокурня, виробництво дьогтю. Після знищення лісів у 19 ст. сипучі піски засипали сільські могилки. За переписом 1897 р. — 675 жителів, 96 дворів при переправі через р. Снов. У 1924 р. — 108 дворів і 538 жителів. Проживає 643 жителі.
Урочища — Високе і Низьке городища.
За радянських часів у селі було збудовано пару п'ятиповерхівок, школу і дитсадок.
12 червня 2020 року, відповідно до розпорядження Кабінету Міністрів України № 730-р «Про визначення адміністративних центрів та затвердження територій територіальних громад Чернігівської області», увійшло до складу Киселівської сільської громади.
19 липня 2020 року, в результаті адміністративно - територіальної реформи та ліквідації Чернігівського району, село увійшло до складу новоутвореного Чернігівського району Чернігівської області.

## Населення

### Мова
Розподіл населення за рідною мовою за даними перепису 2001 року:
| Мова       | Кількість | Відсоток |
| ---------- | --------- | -------- |
| українська | 582       | 92.97%   |
| російська  | 43        | 6.87%    |
| білоруська | 1         | 0.16%    |
| Усього     | 626       | 100%     |

## Відомі особистості
В поселенні народився:
- Бурак Петро Юхимович (1922—2006) — український радянський партійний діяч, педагог.

## Галерея

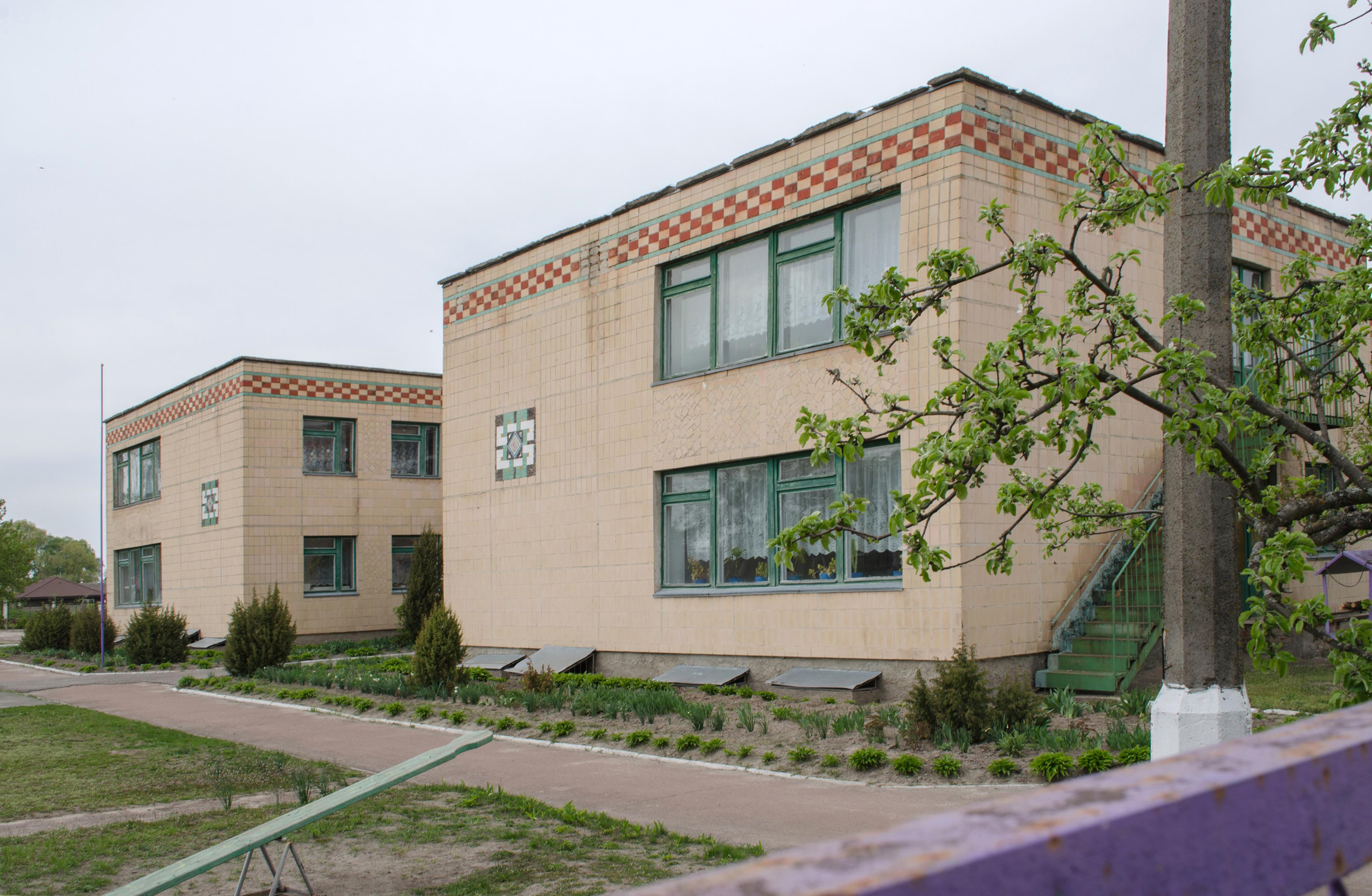
Школа
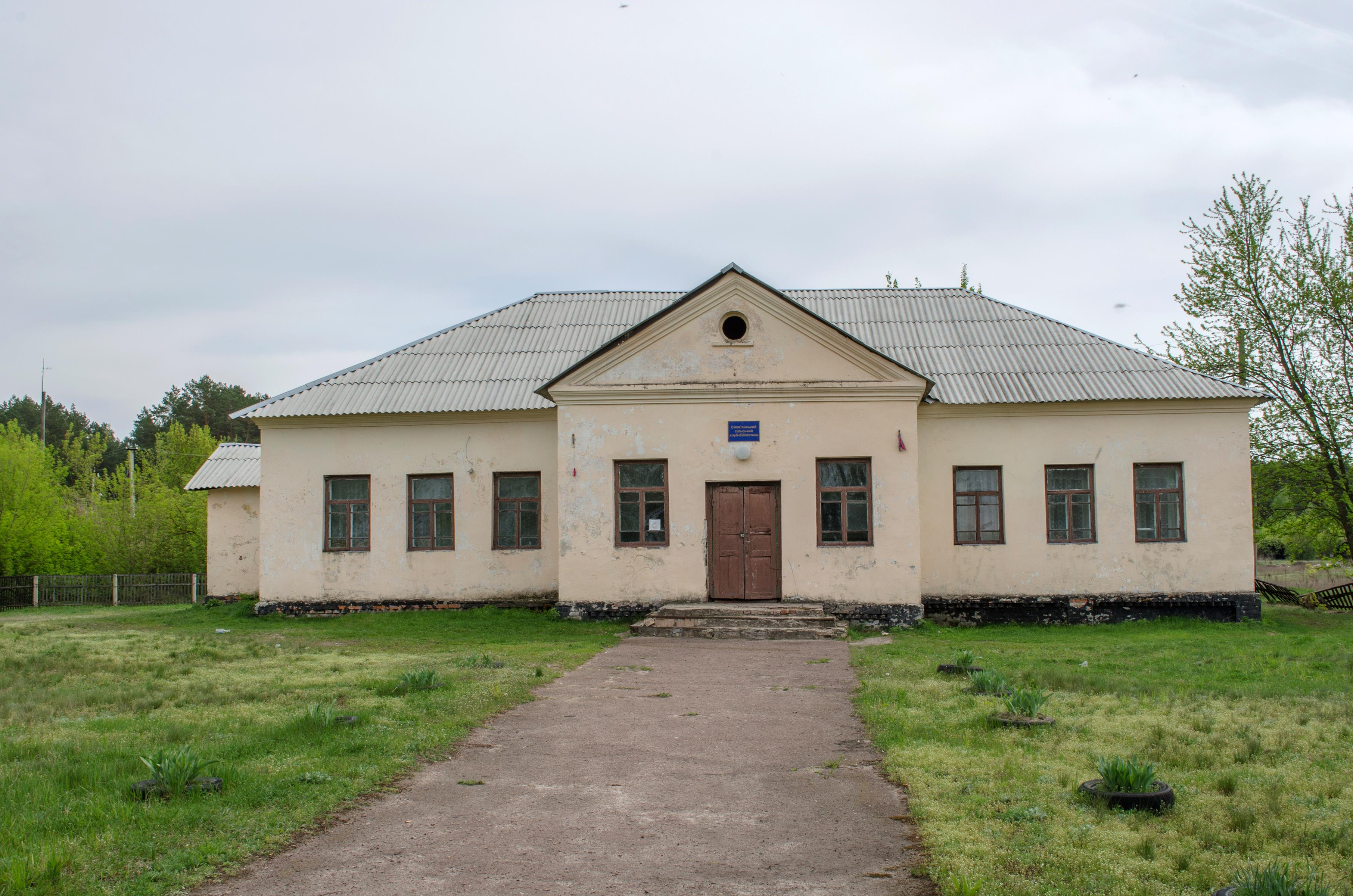
Клуб-бібліотека
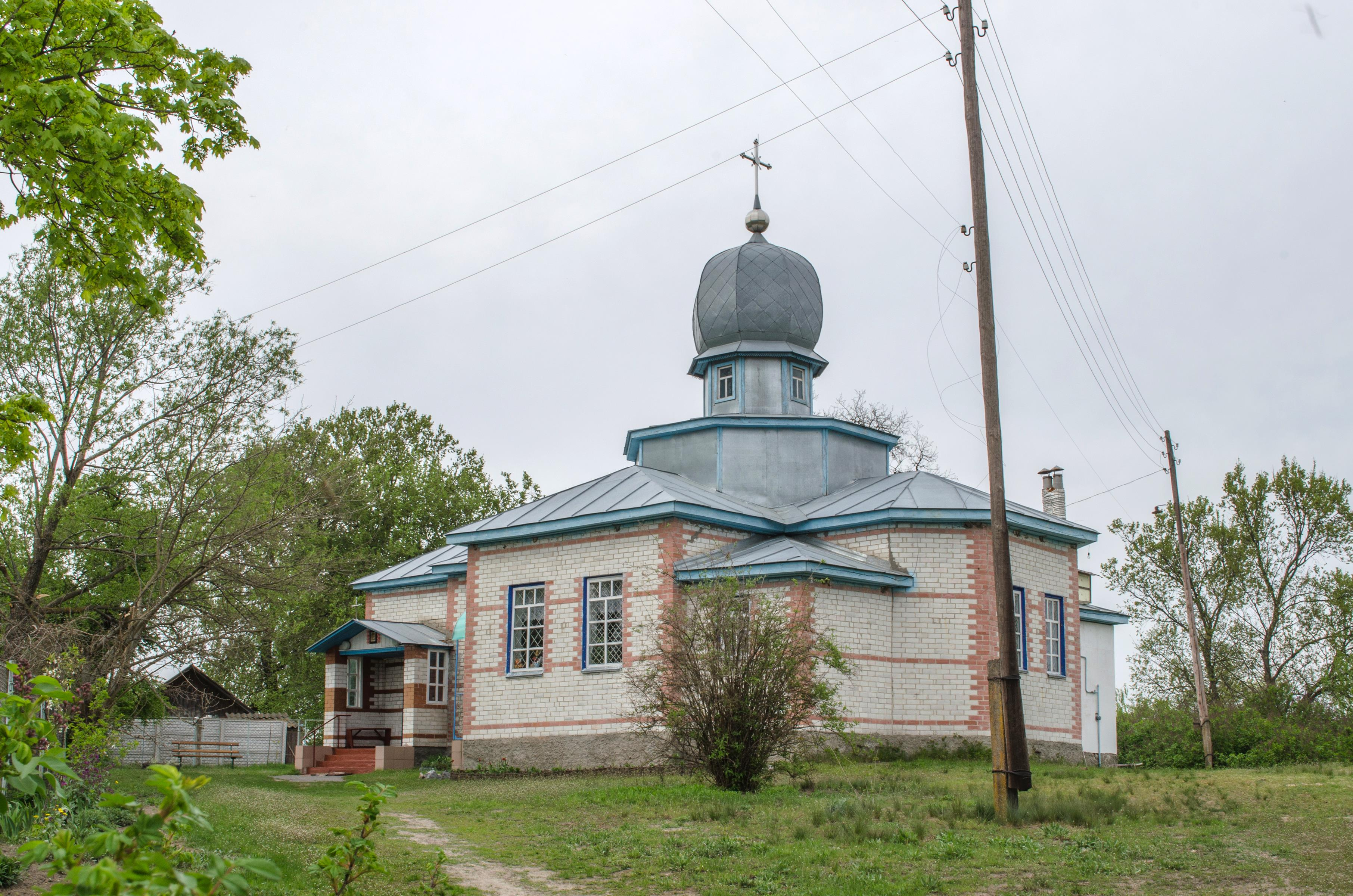
Церква
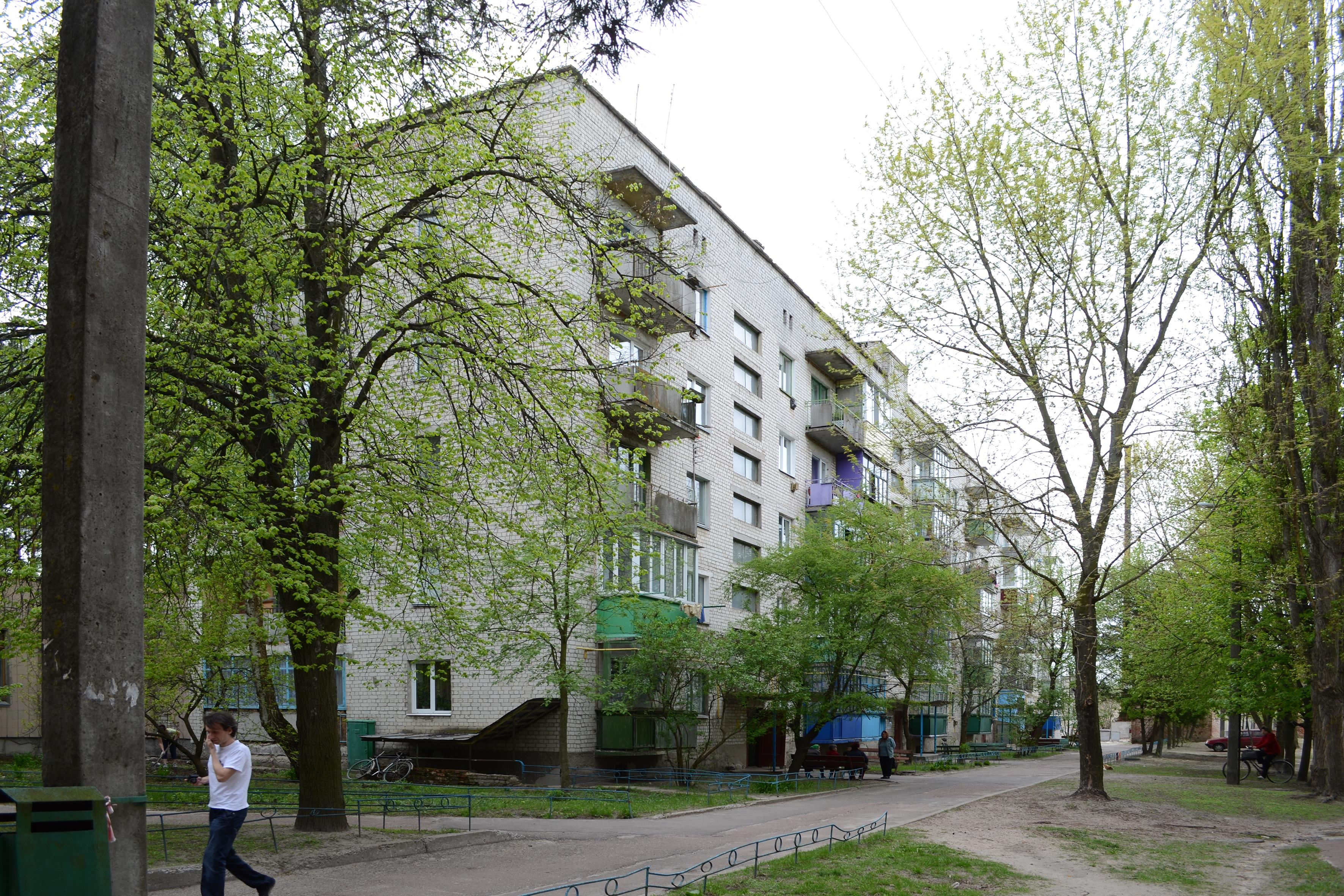
Житловий будинок
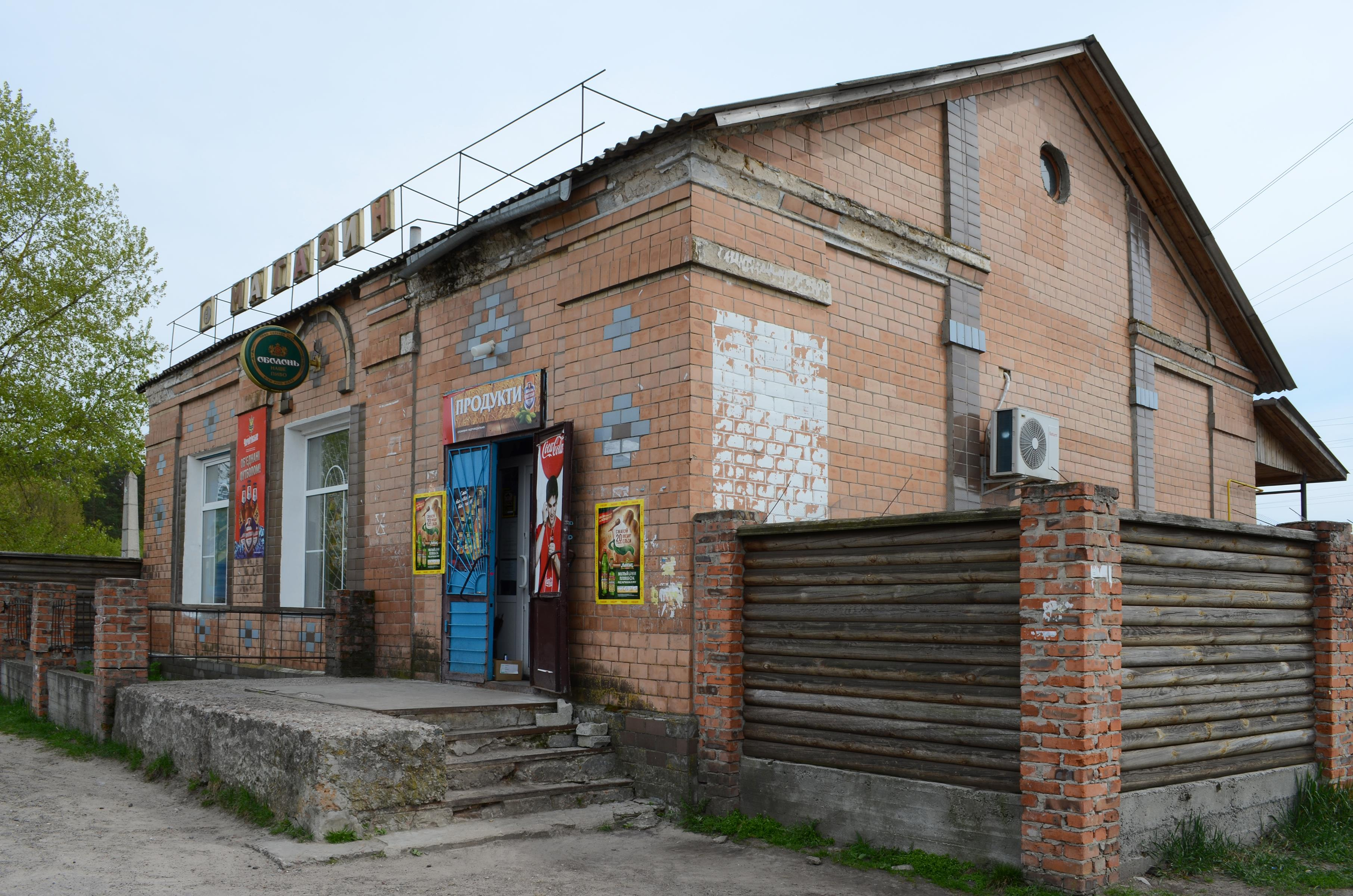
Крамниця
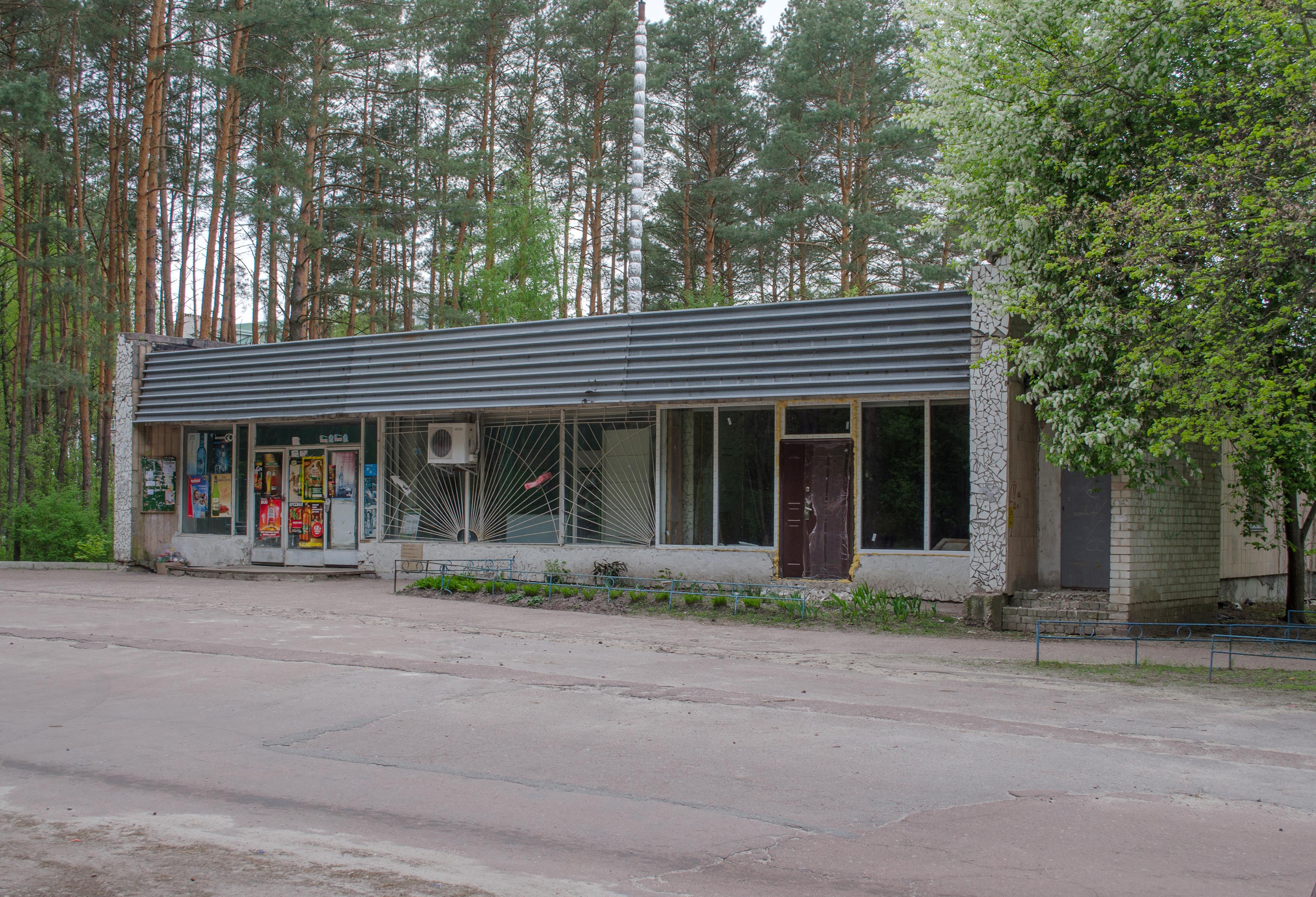
Покинуте приміщення ТЦ
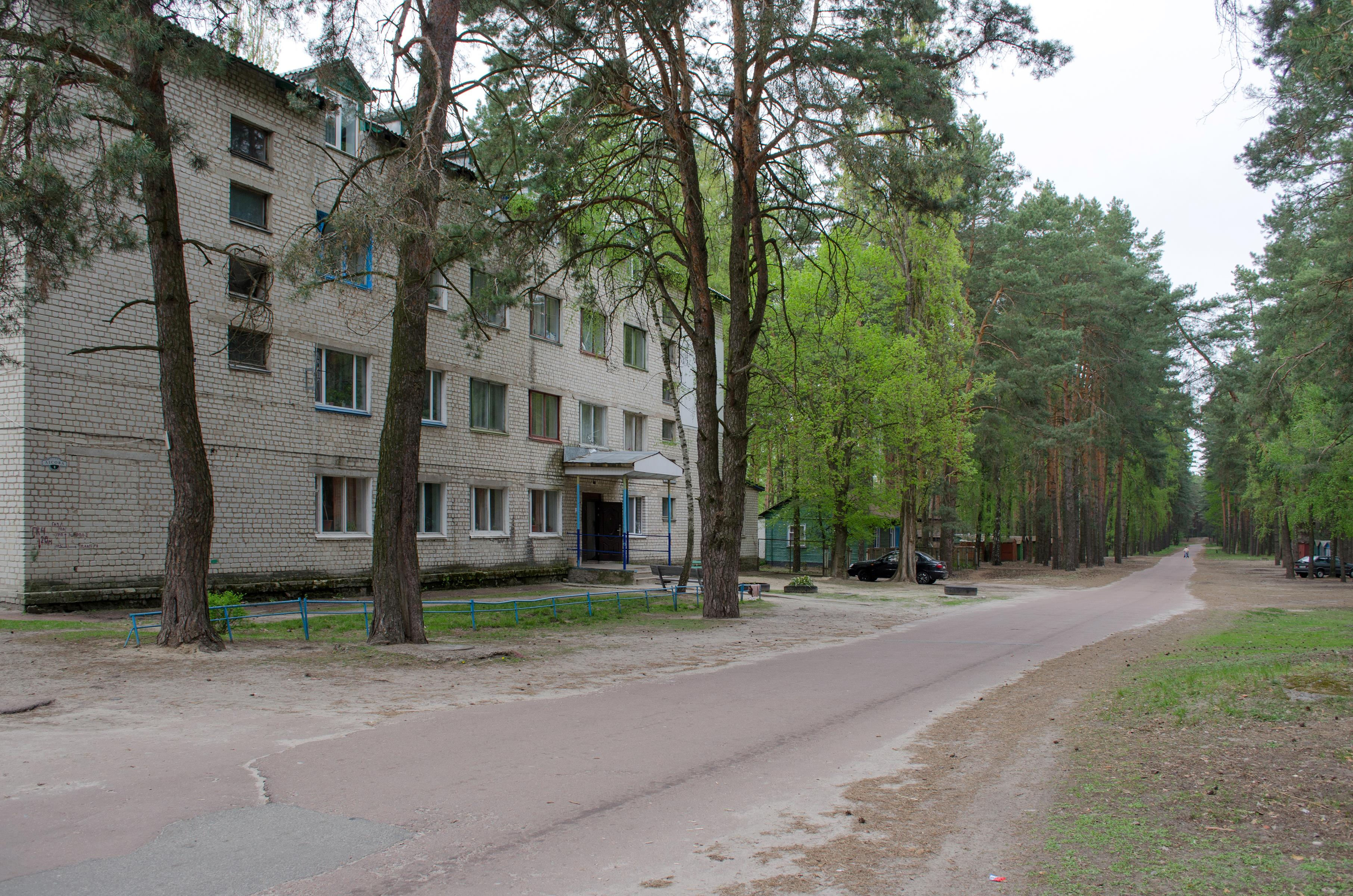
Чотириповерхівка
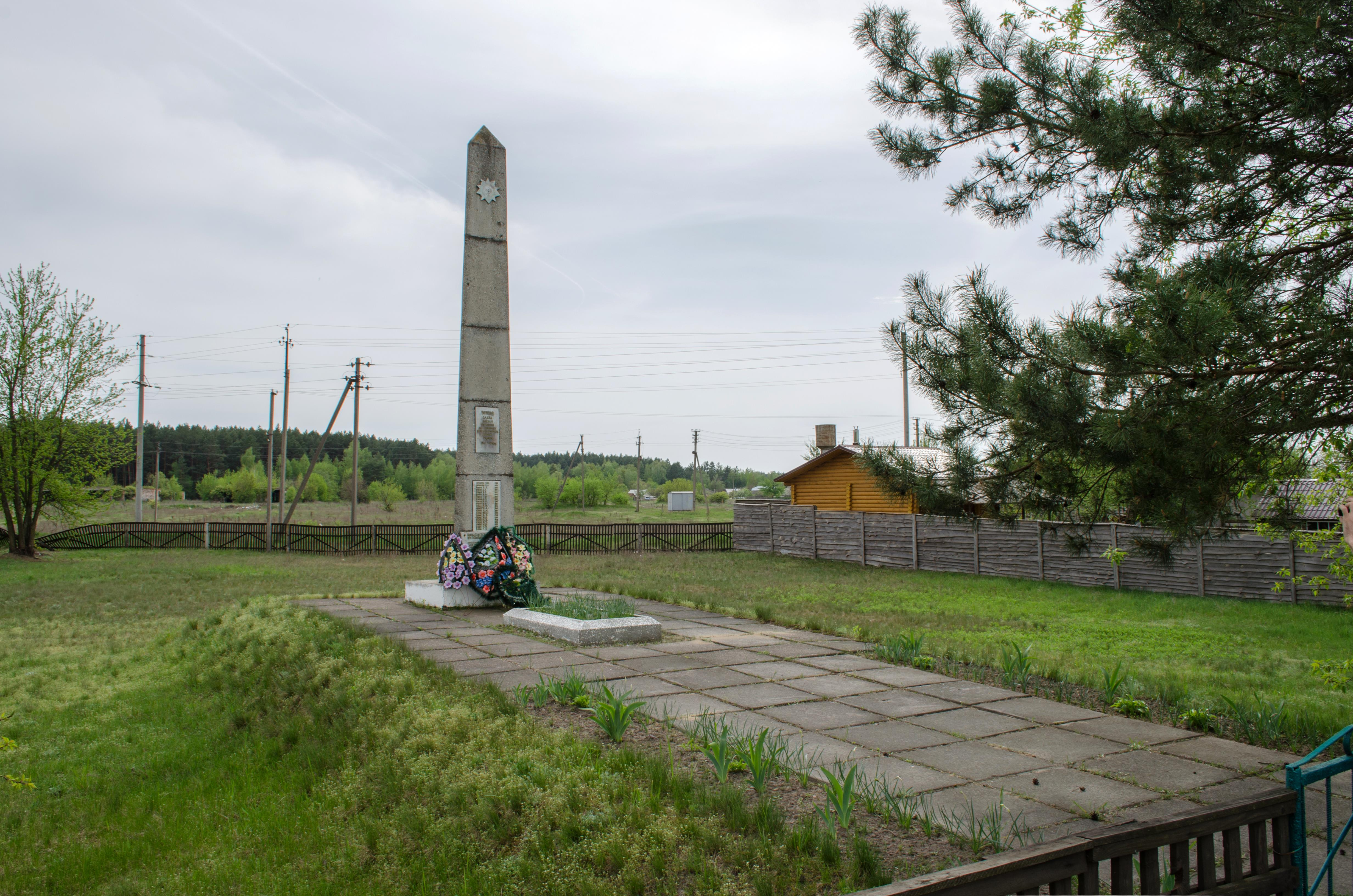
Пам’ятний знак воїнам-односельчанам
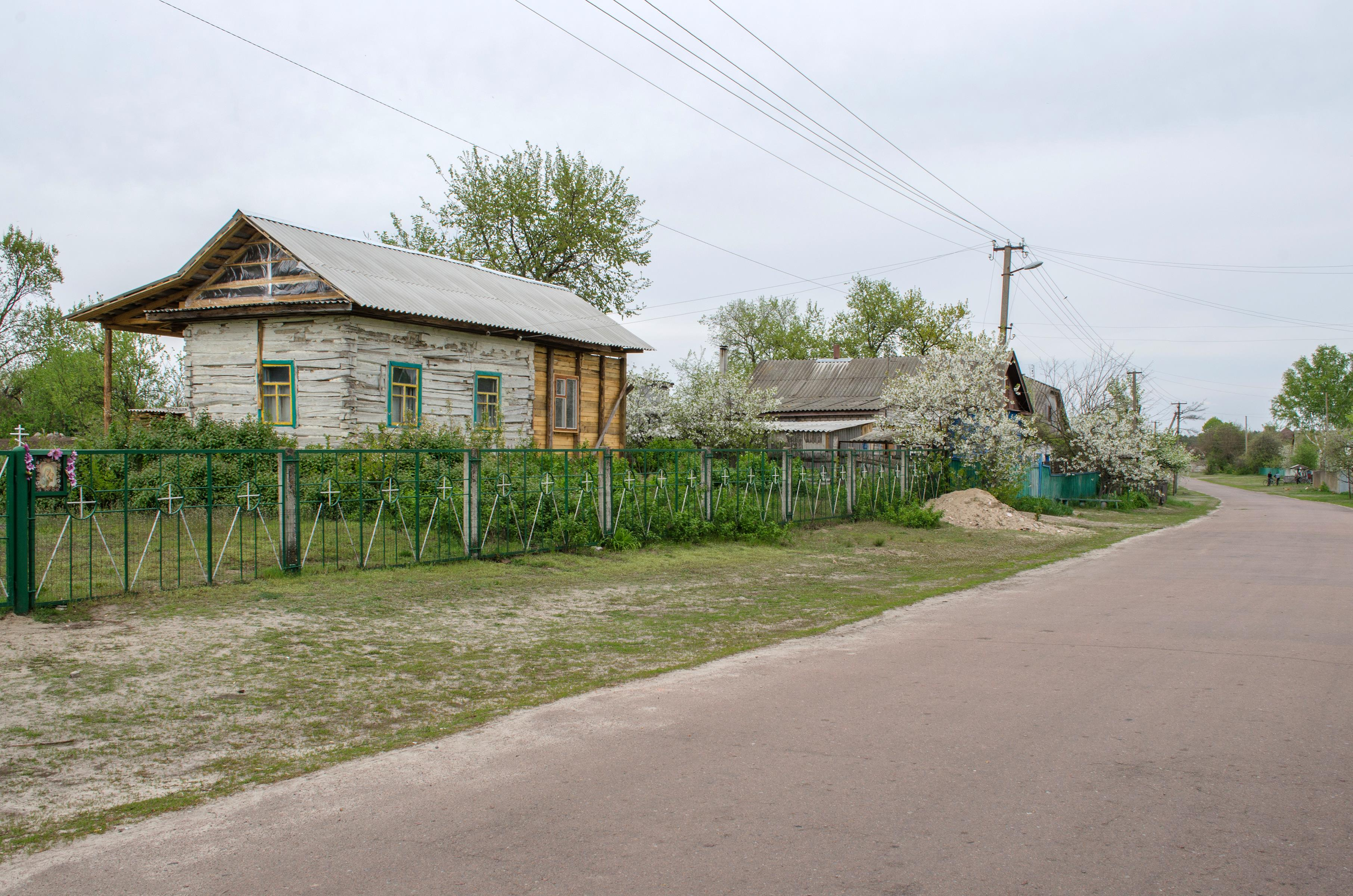
Вулиця
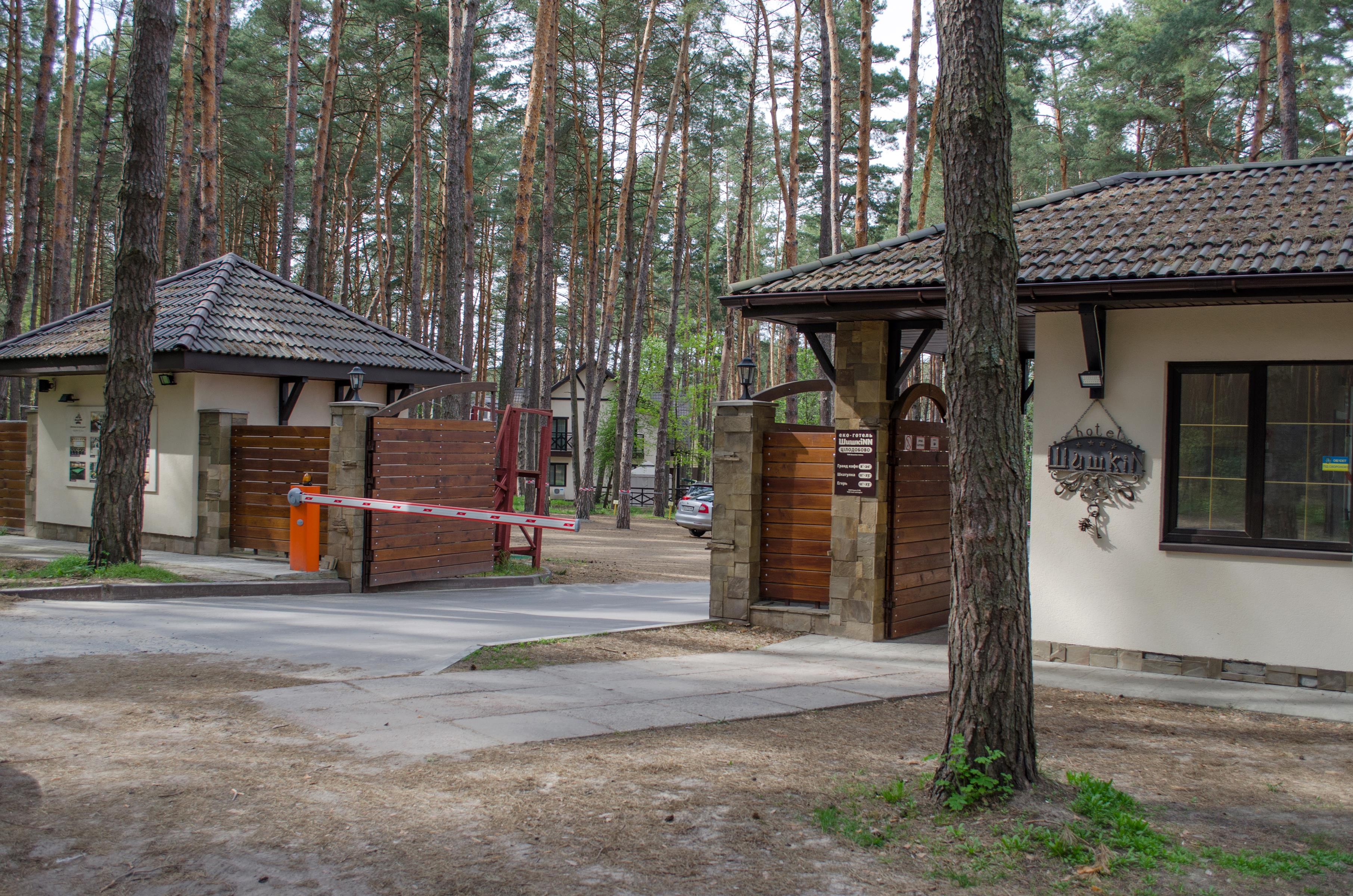
Готельний комплекс "ШишкіNN"
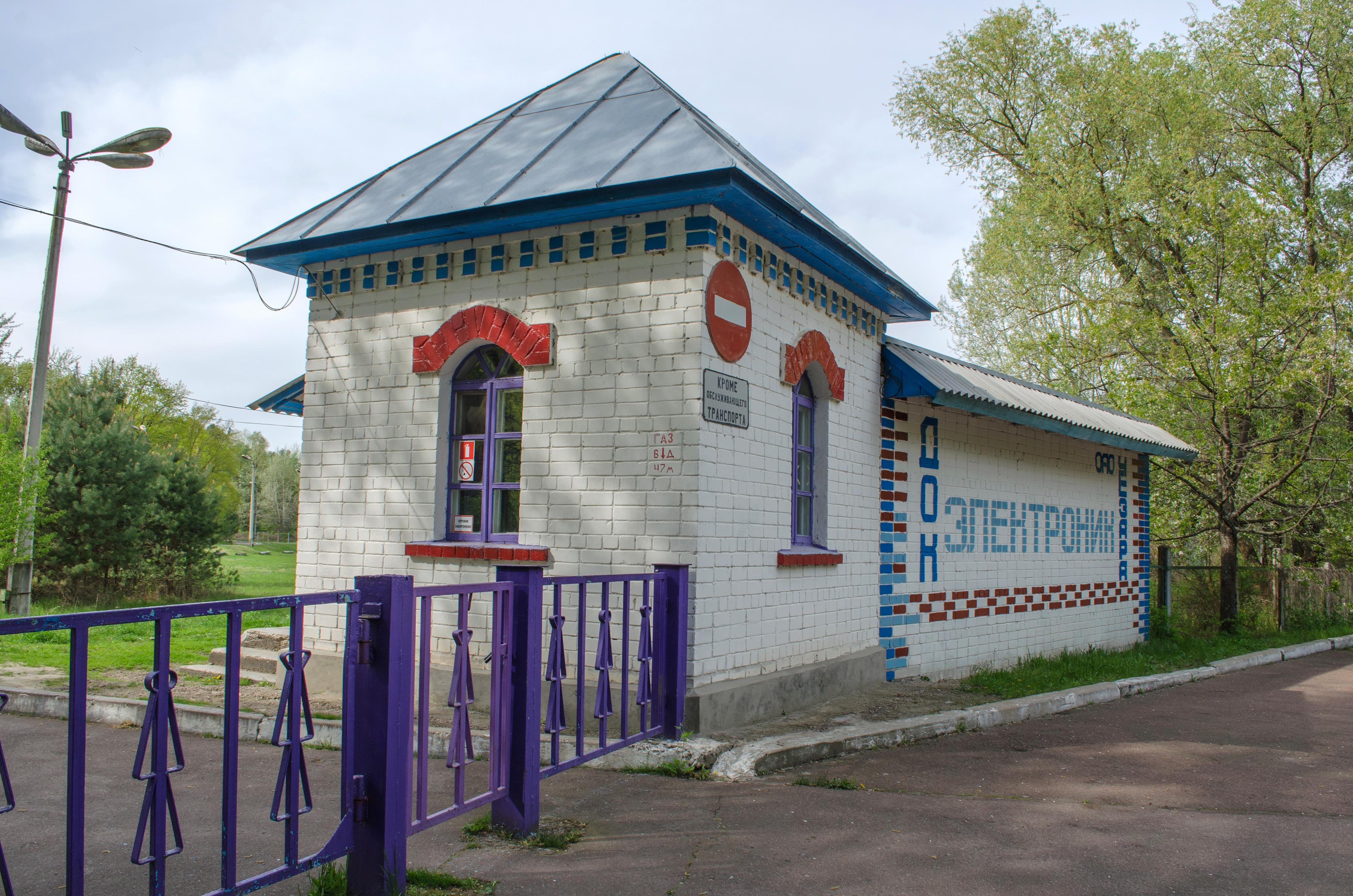
Дитячий табір "Електронік"